# Sara-Maude Boucher
Sara-Maude Boucher (Sherbrooke, 10 marzo 1979) è un'ex sciatrice alpina e sciatrice freestyle canadese.

## Biografia
La Boucher, originaria di Fleurimont, gareggiò prevalentemente nello sci alpino: in Coppa del Mondo esordì il 6 dicembre 1997 a Lake Louise in supergigante, senza completare la prova, e ottenne il miglior piazzamento il 29 novembre 1998 nelle medesime località e specialità (27ª); debuttò ai Campionati mondiali a Vail/Beaver Creek 1999, dove si classificò 32ª nel supergigante. In Nor-Am Cup nella stagione 2000-2001 vinse la classifica di supergigante e in quella specialità conquistò a Lake Louise l'ultima vittoria, nonché ultimo podio, il 9 gennaio; ai Mondiali di Sankt Anton am Arlberg 2001, sua ultima presenza iridata, si piazzò 33ª nella discesa libera, 33ª nel supergigante, 25ª nello slalom speciale e 13ª nella combinata.
Il 25 gennaio 2002 bissò il miglior piazzamento in Coppa del Mondo, a Cortina d'Ampezzo in supergigante (27ª); ai successivi XIX Giochi olimpici invernali di Salt Lake City 2002, sua unica presenza olimpica, si classificò 10ª nella combinata e non completò il supergigante. Prese per l'ultima volta il via in Coppa del Mondo il 4 dicembre 2003 a Lake Louise in discesa libera (53ª) e si ritirò durante la stagione 2004-2005; la sua ultima gara fu un supergigante FIS disputato il 14 febbraio a Mont-Sainte-Anne, non completato dalla Boucher. In quello stesso 2005 gareggiò anche nel freestyle, specialità ski cross, prendendo parte ai Mondiali di Ruka: il 12º posto ottenuto in quell'occasione fu il suo unico piazzamento agonistico nella disciplina.

## Palmarès

### Sci alpino

#### Coppa del Mondo
- Miglior piazzamento in classifica generale: 111ª nel 2002

#### Nor-Am Cup
- Vincitrice della classifica di supergigante nel 2001
- 11 podi (dati dalla stagione 1994-1995):
  - 3 vittorie
  - 3 secondi posti
  - 5 terzi posti

##### Nor-Am Cup - vittorie
| Data            | Località         | Paese       | Specialità |
| --------------- | ---------------- | ----------- | ---------- |
| 7 dicembre 1998 | Mammoth Mountain | Stati Uniti | SG         |
| 8 gennaio 2001  | Lake Louise      | Canada      | DH         |
| 9 gennaio 2001  | Lake Louise      | Canada      | SG         |

Legenda:

DH = discesa libera

SG = supergigante

#### Campionati canadesi
- 3 medaglie:
  - 3 bronzi (discesa libera, slalom speciale nel 2001; discesa libera nel 2002)